# Zooloretto
Zooloretto è un gioco da tavolo in stile tedesco progettato da Michael Schacht. È stato pubblicato nel 2007, in lingua tedesca, da Abacus Spiele, e in inglese da Rio Grande Games. Ha vinto diversi premi internazionali, fra cui lo Spiel des Jahres (2007). Le regole generali del gioco possono essere descritte come una variante di quelle del gioco di carte Coloretto, anch'esso progettato da Schacht. L'ambientazione del gioco riguarda l'amministrazione di uno zoo.

## Descrizione
I giocatori dispongono ognuno di uno zoo con un certo numero di recinti, e nel corso del gioco acquisiscono tessere che rappresentano animali che possono essere collocati nei recinti. Le regole di acquisizione delle tessere sono mutuate da Coloretto. Gli animali che vengono posti nei recinti contribuiscono al punteggio finale del giocatore; quelli che non possono essere posizionati nei recinti devono essere raccolti nella stalla, e contribuiscono negativamente al punteggio. Ogni recinto può contenere animali di un'unica specie; di conseguenza, come in Coloretto, il giocatore ha lo scopo di raccogliere quante più tessere può di un certo numero di tipi, e quante meno possibile degli altri tipi.

## Espansioni
Schacht ha realizzato numerose espansioni per il gioco, la maggior parte delle quali sono liberamente scaricabili dal sito web ufficiale.

## Premi e riconoscimenti
- 2007 Spiel des Jahres, Gioco dell'anno[1]
- 2007 The Dice Tower Gaming Awards, Miglior gioco per famiglie[2]
- 2006 BoardGameGeek Golden Geek, Miglior gioco per famiglie e Miglior gioco per bambini[3]
- 2007 Australian Games Association Award, Gioco dell'anno[4]
- 2007 Japanese Boardgame Prize, Miglior gioco straniero per principianti[5]